# Ludovic Albar
Œuvres principales
- Yellowstone (2014)
- Cycle Quantex

Ludovic Albar, né en 1969 à Niort, est un écrivain français de science-fiction.

## Biographie et carrière littéraire
Ludovic Albar est connu pour son cycle Quantex (contraction de Quantum Cortex), publié entre 2002 et 2005. Après quelques années loin des claviers, il revient en octobre 2014 avec un nouveau titre : Yellowstone, toujours aux éditions Mnémos. Cette fois-ci, les aspects science-fiction ne lui servent que de supports à une histoire sombre, portée par un récit tirant davantage vers le polar noir et le thriller. Les axes de réflexions amènent l'auteur vers une critique sans détour et brutale de la société, et de la projection qu'il en fait dans les années 2050.

## Œuvres

### CycleQuantex
- Le Songe des immortels, Mnémos, 2002
- La Révolte des ombres, Mnémos, 2003
- La Coexistence, Mnémos, 2005

### Romans indépendants
- Yellowstone, Mnémos, 2014